# Igor Kalashnikov
Ígor Kaláshnikov –en ruso, Игорь Калашников– (1993) es un deportista ruso que compite en piragüismo en la modalidad de aguas tranquilas. Ganó una medalla de plata en el Campeonato Mundial de Piragüismo de 2019, en la prueba de K4 1000 m.

## Palmarés internacional
| Campeonato Mundial | Campeonato Mundial | Campeonato Mundial | Campeonato Mundial |
| Año                | Lugar              | Medalla            | Competición        |
| ------------------ | ------------------ | ------------------ | ------------------ |
| 2019               | Szeged (Hungría)   | Medalla de plata   | K4 1000 m          |